# 10034 Birlan
10034 Birlan eller 1981 YG är en asteroid i huvudbältet som upptäcktes den 30 december 1981 av den amerikanske astronomen Edward L.G. Bowell vid Anderson Mesa Station. Den är uppkallad efter den rumänske astronomen Mirel Birlan.
Asteroiden har en diameter på ungefär 10 kilometer.